# Monoon oligocarpum
Monoon oligocarpum är en kirimojaväxtart som beskrevs av Friedrich Anton Wilhelm Miquel. Monoon oligocarpum ingår i släktet Monoon och familjen kirimojaväxter. Inga underarter finns listade i Catalogue of Life.